# Cerapachys jacobsoni
Cerapachys jacobsoni é uma espécie de formiga do gênero Cerapachys.